# Mosè (opera)
Mosè, Op. 112 è un'opera sacra in otto scene di Anton Grigor'evič Rubinštejn su libretto di Salomon Mosenthal, basato su diversi episodi del Libro dell'Esodo.

## Storia della composizione
L'opera fu composta tra il 1885 ed il 1889; il libretto fu scritto da Salomon Mosenthal, che aveva già collaborato con Rubinštejn per I Maccabei. La prima dell'opera sarebbe dovuta avvenire prima a Dresda e poi a Praga, ma in entrambi i casi fu cancellata. Successivamente alcune sue parti furono eseguite in concerti in diverse città europee, ma non risulta che sia stata mai messa in scena nella sua interezza prima del 15 ottobre 2017 a Varsavia, in quella che si può quindi considerare la sua prima rappresentazione, da parte dell'Orchestra polacca Sinfonia Iuventus diretta da Michail Jurovskij.

## Trama

### Scena prima
Le rive del Nilo in Egitto. Da bambino, Mosè viene allevato dalla figlia del Faraone Asmath.

### Scena seconda
Davanti al colosso di Ramses. Gli Egiziani costringono gli Israeliti ai lavori forzati. Il popolo oppresso è indignato. Mosè dichiara la sua stirpe alla sua gente e uccide un sorvegliante crudele.

### Scena terza
Un'oasi nel deserto. Zippora viene minacciata dagli Edomiti e viene salvata da Mosè. Zippora augura buona fortuna al suo salvatore. Tuttavia, Mosè decide di seguire la parola di Dio e di guidare il suo popolo via dall'Egitto.

### Scena quarta
Una sala nel palazzo del Faraone. Dio provoca la distruzione del raccolto, un'eclissi solare e tempeste per costringere il Faraone a liberare gli Israeliti.

### Scena quinta
Sulle rive del Mar Rosso. Mosè guida il suo popolo attraverso il Mar Rosso. I soldati del Faraone, che li inseguono, annegano.

### Scena sesta
La riva opposta. Gli israeliti ringraziano Dio per la loro liberazione.

### Scena settima
Ai piedi del Monte Sinai, nel deserto. Mosè sale sul monte per ricevere i comandamenti. Adirati con Mosè, Cora ed i suoi figli danzano attorno al vitello d'oro. Mosè annuncia un viaggio di quarant'anni come punizione e mette a morte Cora ed i suoi seguaci.

### Scena ottava
Una collina sul Giordano. Un paesaggio ridente con vigneti. Un coro di spiriti notturni e celestiali commenta gli eventi.